# Robert Benayoun
Pour les articles homonymes, voir Benayoun.
Robert Benayoun, né le 12 décembre 1926 à Port-Lyautey (auj. Kénitra au Maroc) et mort le 20 octobre 1996 à Paris 16e, est un écrivain, critique et homme de cinéma français.

## Biographie
Robert Benayoun rejoint le surréalisme en 1948 et fonde avec Ado Kyrou la revue L'Âge du cinéma en 1951 dont il devient le rédacteur en chef. Il collabore régulièrement aux revues surréalistes à partir de Médium, notamment Le Surréalisme même et La Brêche. En 1960, il s'est rendu avec le Groupe surréaliste au Désert de Retz et apparaît à cette occasion dans le reportage photographique de Denise Bellon aux côtés d'André Breton.
Il publie l'une des premières études sur la biographie de Freud due à Ernest Jones. Pamphlétaire de talent, il « démolit » l'ouvrage de Louis Pauwels et Jacques Bergier, Le Matin des magiciens, notamment dans la préface de sa traduction du Livre des damnés de Charles Hoy Fort, laquelle déclenche une vive polémique entre surréalistes et les membres de la revue Planète. Il a traduit également les poèmes d'Edward Lear et L'île fantôme de Washington Irving. Il a aussi révélé une importante œuvre de collagiste.
Il a été critique de cinéma à Positif, à La Méthode, à France Observateur et au Point.

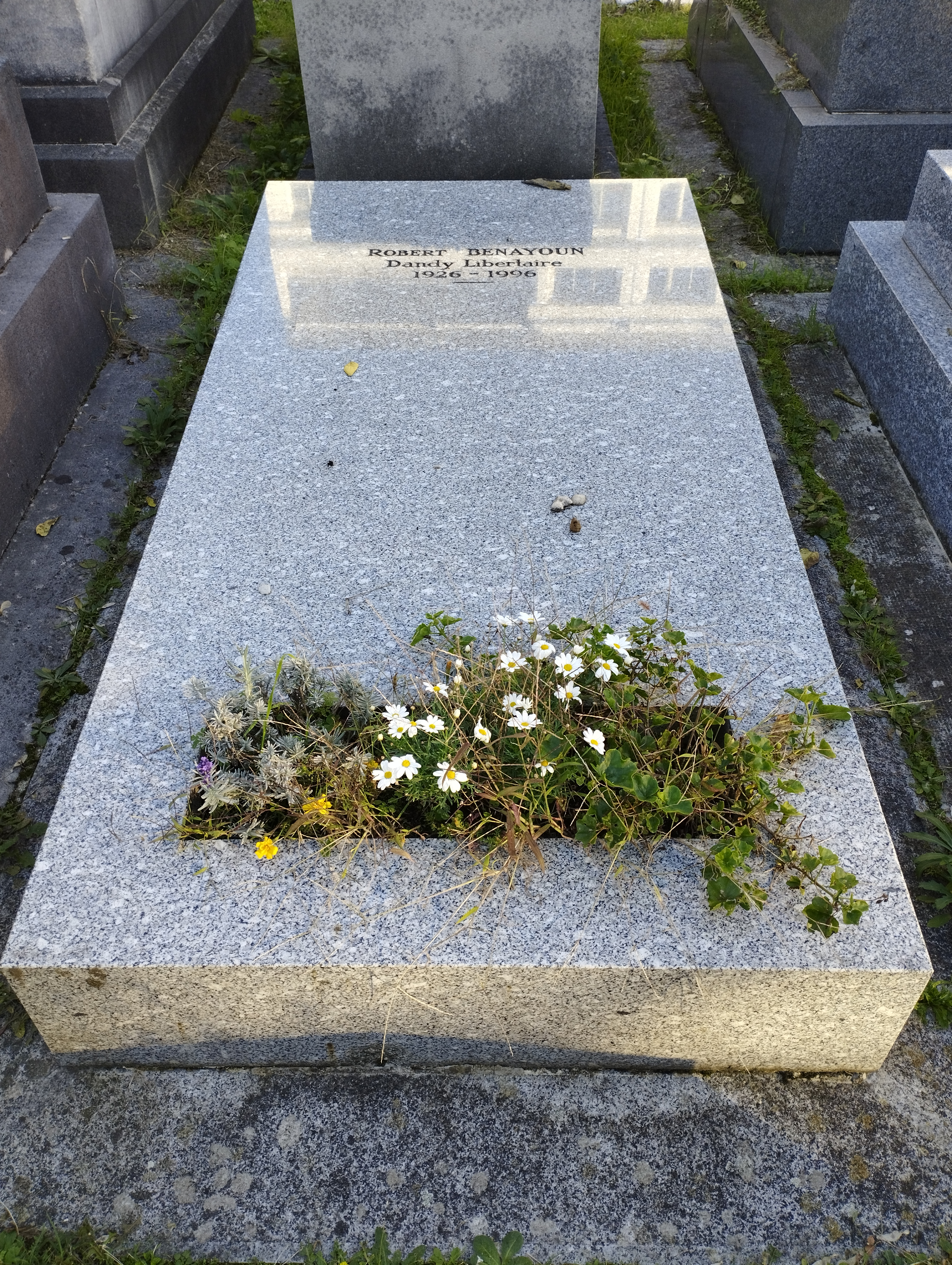
Tombe de Robert Benayoun au cimetière du Montparnasse (division 29).

En plus de plusieurs livres sur le surréalisme et le 'non-sens' (L'Anthologie du non-sens, Érotique du surréalisme, Le Rire des surréalistes), Robert Benayoun est également l'auteur de nombreuses monographies sur le cinéma, tant 'sérieux' (John Huston; Alain Resnais, arpenteur de l'imaginaire) que burlesque (Les Frères Marx, Bonjour monsieur Lewis, Le Regard de Buster Keaton) et aborde même le cinéma d'animation (le Dessin animé après Walt Disney, Le Mystère Tex Avery).  Vers la fin de sa vie il  commence un livre sur Steven Spielberg avec l'accord du réalisateur de Jurassic Park mais la maladie l'empêche de le terminer.
À deux reprises, Benayoun passe derrière la caméra, signant le film fantastique Paris n'existe pas en 1969 et la comédie Sérieux comme le plaisir en 1975.
Il a été membre du jury du Festival de Cannes en 1980.
En 1960, il signe le Manifeste des 121, déclaration sur le « droit à l'insoumission » dans le contexte de la guerre d'Algérie.
Il est inhumé au cimetière du Montparnasse (division 29).

## Publications
- L'Anthologie du non-sens, Jean-Jacques Pauvert, Paris, 1957
- Érotique du surréalisme, Jean-Jacques Pauvert, Paris, 1965
- Bonjour monsieur Lewis, Éric Losfeld, 1972
- Le Nonsense, Balland, 1977
- Le Dessin animé après Walt Disney, prix Armand-Tallier
- John Huston, Seghers, 1966
- Les Frères Marx, Seghers, 1980
- Alain Resnais, arpenteur de l'imaginaire, Stock, 1980
- Le Regard de Buster Keaton, Herscher, 1982
- Les Dingues du nonsense de Lewis Caroll à Woody Allen, Seuil, 1986
- Le Mystère Tex Avery, Seuil, 1988
- Le Rire des surréalistes, La Bougie du Sapeur, 1988
- Petites pièces pouvant servir à approcher (même à comprendre) sinon à expliquer dans son ensemble le surréalisme, L'Ecart absolu, 2001

## Filmographie

### Réalisateur et scénariste
- 1969 : Paris n'existe pas (également acteur)
- 1975 : Sérieux comme le plaisir

### Acteur
- 1968 : Erotissimo de Gérard Pirès : Mario
- 1969 : Paris n'existe pas
- 1976 : Cours après moi que je t'attrape de Robert Pouret

## Référence
1. ↑  Relevé des fichiers de l'Insee
2. ↑  Gérard Legrand, Dictionnaire général du surréalisme et de ses environs, 1982